# John Lyly
John Lyly eller John Lilly eller John Lylie, född 1553 eller 1554 i Kent, död i november 1606 i London, var en engelsk författare, och parlamentsledamot. Med sina två verk Euphes anses han ha skapat den engelska moderna romanen. Han anses vara central i den engelska barocklitteraturen.

## Biografi
Lyly studerade från sexton års ålder vid Magdalen College, Oxfords universitet fram till 1575, samt blev master of arts där och 1579 i Cambridge. Under åren vid Oxford finns ett brev från Lyly bevarat, där han ber baron Burghley om kungligt tillstånd att upptas vid Magdalen College som fellow, vilket dock förvägrades honom. Det förefaller i några passager i hans författarskap som om Lyly blev relegerad och sänd till landet, men det finns inga handlingar som ger mer klarhet i detta. De tidigaste biografierna över Lyly brukar framhärda att han inte tog sina studier på allt för stort allvar, utan att han redan tidigt var en poet som rycktes med av dikten.
Han flyttade sedan till London, hade redan rykte som poet och arbetade som skriftställare. 1577 finns ytterligare ett brev bevarat till baron Burghley, där Lyly kräver att få försvara sig från anklagelser om ohederlighet, men sedan finns inga dokument bevarade som klargör vad som hände. Under denna period gjorde han ett fåfängt försök att bli antagen till direktör för hovets teater. 1579 debuterade han som författare med den första delen om Euphes, vilken blev en stor framgång. Med denna och uppföljaren, blev Lyly den mest firade författaren i England under en tid, och kallades för upphovsmannen till "en ny engelska". Han valdes fyra gånger till medlem av parlamentet, 1589-1601. Han skrev inga fler romaner än de om Euphues, men satte upp dramer för hovet och på Blackfriars.
Trots sina framgångar verkar han ha dött bortglömd och utfattig. Efter 1590 avtog hans popularitet och därmed hans sociala ställning. Han begravdes den 10 november 1606 i St Bartholomew-the-Less i London. Lyly var gift och hade två söner.

## Författarskap
Lylys roman Euphues. The anatomy of wit (1579), med sin något vidlyftigare fortsättning Euphues and his England (1580), gjorde honom för 10-12 års tid till den mest omtyckte skriftställaren i England och gav upphov åt en särskild litterär estetik, den så kallade euphuismen, som behärskade hovets hela umgängeston. Skildringen av Euphues levnadsöden utgör den röda tråden, men denna är fullhängd med allvarliga moraliska tirader, avhandlingar och brev. Det var därför mindre berättelsen än stilen som gjorde boken så ryktbar.
Vad euphuismen beträffar är det oegentligt att, såsom brukligt är, under denna term inbegripa all dylik estetik som var den gängse i England under 1500-talet. Riktningen skiljer sig nämligen väsentligt från tidens övriga smakriktningar, som sammantagna kan innefattas i begreppet barocken. Euphuismens kännemärken är en egendomlig förening av långsökta antiteser med allitteration, assonans, rim och ordlek, en omständlig parallellism i anbringandet av ordspråk, ett hopande av retoriska figurer, ständiga hänvisningar till den klassiska antiken samt, inte minst, en omåttlig förkärlek för liknelser, hämtade från ett slags fabelaktig naturalhistoria med uppdiktade djur, växter och mineral.
Jämförd med den surreyska skolans italianiserande omskrivningar, förefaller Lylys diktion klar och enkel. Euphuismens källa (och förebilden, ofta in i detaljer, för Lylys bok) är i själva verket spanjoren Antonio de Guevaras historiska roman El libro aureo de Marco Aurelio (1529), som sedan 1534 utkom i en mängd engelska upplagor, av vilka i synnerhet Thomas Norths översättning (The dial for princes, 1557) blev inflytelserik.
Emellertid gav Lyly onekligen en rätt individuell och fantasirik ton åt denna pretiösa riktning. Lylys mest framstående efterföljare som författare var Robert Greene och Thomas Lodge. Hans motståndare var Philip Sidney, vars Arcadia utträngde euphuismen. Euphismen är den engelska motsvarigheten till preciositeten i Frankrike, marinismen i Italien och gongorismen i Spanien.
För övrigt skrev Lyly åtta eller nio hovkomedier, de flesta med mytologiska ämnen. Sju av dem är på prosa och betecknar därigenom samt genom dialogens liv och spänstiga kvickhet ett framsteg i det engelska dramat. De inströdda lyriska styckena har ofta beundrats. Hans dialoger har värderats olika. William Shakespeare brukar sägas ha inspirerats av Lylys komedier och av euphuismen, i vilken utsträckning och betydelsen av detta bedöms dock olika. I Shakespeares tidiga komedier skämtar han om euphuismen, men han är ändå påverkad av Lylys sätt att leka med ord.

### Romaner
- Euphues. The anatomy of wit (1579)
- Euphues and his England (1580)

### Dramer
- Endymion (1591)
- Sappho and Phao (1584)
- Alexander and Campaspe (1584)
- Midas (1592)
- Mother Bombie (1594)
- Gallathea (1592)